# Mala Kosa
 Mala Kosa  falu Horvátországban, Károlyváros megyében. Közigazgatásilag Barilovićhoz tartozik.

## Fekvése
Károlyvárostól 29 km-re, községközpontjától 18 km-re délnyugatra a Kordun területén, a Mrežnica folyó jobb partján  fekszik.

## Története
A településnek 1857-ben 117, 1910-ben 140 lakosa volt. Trianon előtt Modrus-Fiume vármegye Vojnići járásához tartozott. 2011-ben 5 állandó lakosa volt.

## Lakosság
| Lakosság változása | Lakosság változása | Lakosság változása | Lakosság változása | Lakosság változása | Lakosság változása | Lakosság változása | Lakosság változása | Lakosság változása | Lakosság változása | Lakosság változása | Lakosság változása | Lakosság változása | Lakosság változása | Lakosság változása | Lakosság változása |
| ------------------ | ------------------ | ------------------ | ------------------ | ------------------ | ------------------ | ------------------ | ------------------ | ------------------ | ------------------ | ------------------ | ------------------ | ------------------ | ------------------ | ------------------ | ------------------ |
| 1857               | 1869               | 1880               | 1890               | 1900               | 1910               | 1921               | 1931               | 1948               | 1953               | 1961               | 1971               | 1981               | 1991               | 2001               | 2011               |
| 117                | 128                | 108                | 115                | 134                | 140                | 139                | 156                | 63                 | 67                 | 50                 | 37                 | 27                 | 15                 | 6                  | 5                  |

## Nevezetességei
Természeti látványosságai a Mrežnica folyó vízesései.